# Paulo Turra
Paulo César Turra, meglio noto come Paulo Turra (Tuparendi, 14 novembre 1973), è un allenatore di calcio ed ex calciatore brasiliano, di ruolo difensore, tecnico del Vila Nova.

## Palmarès

### Giocatore
- Campionato Carioca: 1

Botafogo: 1997
- Campionato Gaúcho: 1

Caxias: 2000
- Copa dos Campeões: 1

Palmeiras: 2000

### Allenatore
- Campeonato Paranaense Segunda Divisão: 1

Cianorte: 2016
- Campeonato Paranaense: 1

Athletico Paranaense: 2023